# Ireland's Eye
Ireland's Eye (Inis Mac Neasáin in irlandese) è una piccola isola situata vicino alle coste di Dublino, a nord del porto di Howth.
Disabitata, le rovine di una Torre Martello e di una chiesa dell'VIII secolo sono gli unici segni di una precedente abitazione.
L'isola è raggiungibile tramite regolari battelli turistici.